# Јерменски народни покрет
Јерменски народни покрет (јерм. Հայոց Համազգային Շարժում) је националистичка политичка странка у Јерменији. Њен председник је Арташес Зарубан.

## О странци
ЈНП је основао Левон Тер-Петросијан 1989. године. На првим изборима на којима је учествовала, ЈНП је 1990. године освојила прво место, али није успела да учествује у власти.
ЈНП се декларише као свејерменска национална странка, која се темељи на идеји национализма и демократије.
Након неуспеха на председничким изборима 1998. године, странку преузима Арташес Зарубан. ЈНП је данас парламентарна странка и друга по снази је била на задњим изборима.